# فهرست نشست‌های روسیه و ایالات متحده
نشست‌های روسیه و ایالات متحده (به انگلیسی: Russia–United States summits) که از سال ۱۹۹۱ تا کنون برگزار شده است.

## فهرست نشست‌ها
| زمان            | مکان       | کشور      | رئیس‌جمهور ایالات متحده آمریکا | رئیس‌جمهور فدراسیون روسیه | یادداشت                                                    | موضوع اصلی                     |
| --------------- | ---------- | --------- | ----------------------------- | ------------------------ | ---------------------------------------------------------- | ------------------------------ |
| ۳ ژانویه ۱۹۹۳   | مسکو       | روسیه     | جرج ایچ دابلیو بوش            | بوریس یلتسین             | امضای پیمان کاهش سلاح‌های استراتژیک دوم.                    |                                |
| ۲۰–۲۱ مارس ۱۹۹۷ | هلسینکی    | فنلاند    | بیل کلینتون                   | بوریس یلتسین             | امضای پیمان کاهش سلاح‌های استراتژیک سوم.                    |                                |
| ۱۶ ژوئن ۲۰۰۱    | لیوبلیانا  | اسلوونی   | جرج دابلیو بوش                | ولادیمیر پوتین           |                                                            | نشست اسلوونی ۲۰۰۱              |
| ۲۴ می ۲۰۰۲      | مسکو       | روسیه     | جرج دابلیو بوش                | ولادیمیر پوتین           | امضای پیمان کاهش تهاجم استراتژیک.                          |                                |
| ۲۴ فوریه ۲۰۰۵   | براتیسلاوا | اسلواکی   | جرج دابلیو بوش                | ولادیمیر پوتین           |                                                            | نشست اسلواکی ۲۰۰۵              |
| ۸ آوریل ۲۰۱۰    | پراگ       | جمهوری چک | باراک اوباما                  | دمیتری مدودف             | امضای معاهده کاهش سلاح‌های استراتژیک جدید(پیمان استارت نو). |                                |
| ۱۶ ژوئیه ۲۰۱۸   | هلسینکی    | فنلاند    | دونالد ترامپ                  | ولادیمیر پوتین           |                                                            | ۲۰۱۸ نشست روسیه و ایالات متحده |